# Dante Brown (Schauspieler)
Dante Brown (* 6. Oktober 1999 in Chicago, Illinois) ist ein US-amerikanischer Schauspieler.

## Leben und Karriere
Dante Brown stammt ursprünglich aus Chicago, lebt heute aber in Los Angeles. Sein jüngerer Bruder Dusan Brown ist ebenfalls als Schauspieler aktiv. Bereits im Kleinkindalter war er als Model vor der Kamera aktiv. Als Fünfjähriger trat er als Amazing Kids in der Oprah Winfrey Show auf, nachdem er aus 500 Bewerbern ausgewählt wurde. In der Sendung präsentierte er seine Tanz- und Comedytalente. 2009 war er in dem Fernsehfilm America erstmals vor der Kamera zu sehen. Für seine Darstellung in den Film erhielt er 2010 eine Nominierung für den Young Artist Award in der Kategorie Bester Nebendarsteller in einem Fernsehfilm, Miniserie oder Special.
2012 war er als Colby Alberts in einer Nebenrolle im Filmdrama Um Klassen besser zu sehen. Danach folgten Gastauftritte in den Serien Navy CIS, Touch, Deadtime Stories, Southland, Community, Henry Danger, Shameless und The Last Ship. 2015 war er als Deandre Hall in der Serie Mr. Robinson zu sehen. Von 2016 bis 2019 gehörte er als Roger Murtaugh Jr. zur Hauptbesetzung der Serie Lethal Weapon. Weitere Serienauftritte folgten als Darius in 9-1-1 und als Boomer in der kurzlebigen Serie Dash & Lily im Jahr 2020. 2019 wirkte Brown als Darrell im Thriller Ma mit.
Unter dem Alias DanteThePoet ist er auch als Musiker aktiv.

## Filmografie (Auswahl)
- 2009: America (Fernsehfilm)
- 2012: Navy CIS (NCIS, Fernsehserie, Episode 9x12)
- 2012: Touch (Fernsehserie, Episode 1x03)
- 2012: I Heart Shakey
- 2012: Um Klassen besser (Won’t Back Down)
- 2013: Deadtime Stories (Miniserie, Episode 1x05)
- 2013: Southland (Fernsehserie, Episode 5x04)
- 2014: Community (Fernsehserie, Episode 5x03)
- 2014: Henry Danger (Fernsehserie, 1 Episode)
- 2015: Shameless (Fernsehserie, 2 Episoden)
- 2015: The Last Ship (Fernsehserie, 1 Episode)
- 2015: Law & Order: Special Victims Unit (Fernsehserie, 17x03)
- 2015: Mr. Robinson (Fernsehserie, 6 Episoden)
- 2016–2019: Lethal Weapon (Fernsehserie, 26 Episoden)
- 2019: Ma
- 2019–2020: 9-1-1 (Fernsehserie, 3 Episoden)
- 2020: Dash & Lily (Fernsehserie, 8 Episoden)

## Nominierungen
Young Artist Award
- 2010: Nominierung als Bester Nebendarsteller in einem Fernsehfilm, Miniserie oder Special für America